# Вогульское водохранилище
Вогульское водохранилище (также Вогульский пруд) — водохранилище на реке Вогулке на окраине города Верхнего Тагила Свердловской области России.

## География
Плотина водохранилища находится в западной части города Верхний Тагил, и примыкает с запада к Верхне-Тагильскому пруду. Восточные и северные берега преимущественно заняты жилыми и хозяйственными постройками, садовыми участками, западные и южные покрыты лесом.
В водохранилище впадает река Зоринка 1-я.

## История
Водоём создан как заводской пруд Вогульского завода, построенного С. Я. Яковлевым в 1776 году в устье Вогулки недалеко от впадения этой реки в Верхнетагильский пруд, в 2 верстах от Верхнетагильского завода. Целью было создание запасов воды и увеличение объёмов проката железа.
В 1807 году земляная плотина имела длину 373,4 метра, ширину в нижней части 23,5 метра, в верхней части — 19,2 метра, высоту — 8 метров. Позднее она была реконструирована. В 1873 году завод был закрыт.
В 1951 году на этом водохранилище началось строительство Вогульской ГЭС мощностью 2 МВт. Водохранилище используется в летний период как водоём-охладитель для охлаждения воды, поступающей с Верхнетагильской ГРЭС. Нагретая вода с ГРЭС в это время подается в Вогульский пруд, где охлаждается, и через плотину Вогульской ГЭС сливается в Верхнетагильский пруд, откуда снова поступает на ГРЭС. При этом Вогульская ГЭС частично возвращает электроэнергию, расходуемую на циркуляцию воды. Реконструкция плотины прошла в 1963 году.

## Морфометрия
Площадь водосбора водохранилища 67 км², объём при нормальном подпорном уровне (НПУ, 275 метров) — 25,6 млн. м³, при уровне минимального объёма (269 метров) — 7,73 млн. м³. Площадь при НПУ 4,09 км². Плотина имеет высоту 22,5 метра, длину 1003 метров, отметка гребня плотины 277,50 метров.

## Данные водного реестра
По данным государственного водного реестра России, водохранилище относится к Иртышскому бассейновому округу, водохозяйственный участок реки — Тагил от истока до города Нижний Тагил, без реки Чёрной, речной подбассейн реки — Тобол. Речной бассейн реки — Иртыш.
Код объекта в государственном водном реестре — 14010501421411200010606.